# Підвисоке (Борівська селищна громада)
Підвисо́ке — село в Україні, у Борівській селищній громаді Ізюмському районі Харківської області. Населення становить 638 осіб.

## Географія
Село Підвисоке розташоване за 7 км від Оскільського водосховища (річка Оскіл). На відстані 1 км знаходиться село Парнувате. До села примикає великий дубовий ліс, що має назву Високий.

## Історія
Село вперше згадується у 1785 році.
Село постраждало внаслідок геноциду українського народу, проведеного урядом СССР у 1932—1933 роках, кількість встановлених жертв у Підвисокому та Калиновому — 517 людей.
12 червня 2020 року Підвисочанська сільська рада об'єднана з Борівською селищною громадою.
12 червня 2020 року, відповідно до Розпорядження Кабінету Міністрів України № 725-р «Про визначення адміністративних центрів та затвердження територій територіальних громад Харківської області», увійшло до складу Борівської селищної громади.
19 липня 2020 року, в результаті адміністративно-територіальної реформи та ліквідації Борівського району, увійшло до складу Ізюмського району Харківської області.

## Населення

### Мова
Розподіл населення за рідною мовою за даними перепису 2001 року:
| Мова            | Кількість | Відсоток |
| --------------- | --------- | -------- |
| українська      | 610       | 95.61%   |
| російська       | 27        | 4.13%    |
| вірменська      | 1         | 0.16%    |
| румунська       | 1         | 0.16%    |
| інші/не вказали | 1         | 0.16%    |
| Усього          | 638       | 100%     |

## Економіка
В селі діють:
- молочно-товарна та свино-товарна ферми;
- сільськогосподарський кооператив «Дружба».

## Відомі особи

### Народилися
- Колісник Віктор Павлович (нар. 1960) — український правник, суддя Конституційного Суду України (з 27 січня 2016), член-кореспондент НАПрН України, доктор юридичних наук, професор.